# 16783 Bychkov
16783 Bychkov è un asteroide della fascia principale. Scoperto nel 1996, presenta un'orbita caratterizzata da un semiasse maggiore pari a 2,6281254 UA e da un'eccentricità di 0,1757682, inclinata di 13,73055° rispetto all'eclittica.